# エルトン・ヤンチース
エルトン・ヤンチース（Elton Jantjies、1990年8月1日 - ）は、南アフリカ共和国出身のラグビーユニオン選手。2022年現在プロD2に参戦しているSUアジャンに所属する。

## プロフィール
- 南アフリカ・グラーフ＝ライネ出身。
- ポジションはスタンドオフ(SO)。
- 身長 176cm、体重 88kg
- 南アフリカ代表キャップは37（2020年2月現在）。
- 弟のトニー・ヤンチース（英語版）もラグビー選手。
- 2019W杯の南アフリカ代表に選ばれた。
- バーバリアンズに選ばれたことがある[1]。

## 来歴
フロリダ高校、ゴールデン・ライオンズ、ストーマーズ、ライオンズを経て、2016年、NTTコミュニケーションズシャイニングアークス(現・NTTコミュニケーションズ シャイニングアークス東京ベイ浦安)に加入。同年8月23日に行われたジャパンラグビートップリーグ第1節の宗像サニックスブルース戦に先発出場で日本での公式戦初出場を果たす。
2016年、スーパーラグビー南アフリカ・カンファレンス最優秀選手賞を受賞する。
2018年、NTTコミュニケーションズシャイニングアークスを退団した。
2021年4月、ポーに加入。同年7月、NTTドコモレッドハリケーンズ大阪に加入。
2022年7月、NTT再編に伴う新チーム浦安D-Rocks選手スコッドに選ばれた。同年11月、SUアジャンに加入。